# Erysimum kykkoticum
Erysimum kykkoticum là một loài thực vật có hoa trong họ Cải. Loài này được Hadjik. & Alziar mô tả khoa học đầu tiên năm 1999.